# Chía (Colombia)
Chía è un comune della Colombia facente parte del dipartimento di Cundinamarca. Si trova a 10 chilometri a nord di Bogotá, sulla strada per Zipaquirá. È conosciuta come "La Città della Luna", in riferimento all'etimologia del suo nome, che deriva dalla dea Muisca della Luna.
Il centro abitato venne fondato nel 1537.

## Geografia
Il comune di Chía si trova nell'altopiano Cundiboyacense (Cordigliera orientale delle Ande), ad un'altitudine media di 2654 m sul livello del mare. L'area urbana ha una superficie di 17 km² e la superficie totale del comune è di circa 79 km².
Il comune è inoltre delimitato da un sistema montuoso composto dalle colline di La Valvanera che confinano con Tenjo e Tabio a ovest (2900 m s.l.m.) e El Peñón a est (2900 m s.l.m.), confinanti con La Calera. Il suo territorio è attraversato dal fiume Bogota, dal fiume Frío e da altri corsi minori.
Oltre ai limiti precedenti, il comune confina a sud con i comuni di Suba e Usaquén di Bogotà. A sud-ovest con Cota, a nord con Cajicá e ad est e nord-ovest con Sopó.

## Organizzazione territoriale
Oltre all'area urbana, o "centro", Chía è amministrativamente divisa in nove distretti "veredas":
- Bojacá
- Cerca de Pietra
- Fagua
- Fonquetá
- Fusca
- La balsa
- Samaria
- Tíquiza
- Hierbabuena

La riserva indigena Muisca si trova nei veredas di Cerca de Piedra e Fonquetá.

## Educazione

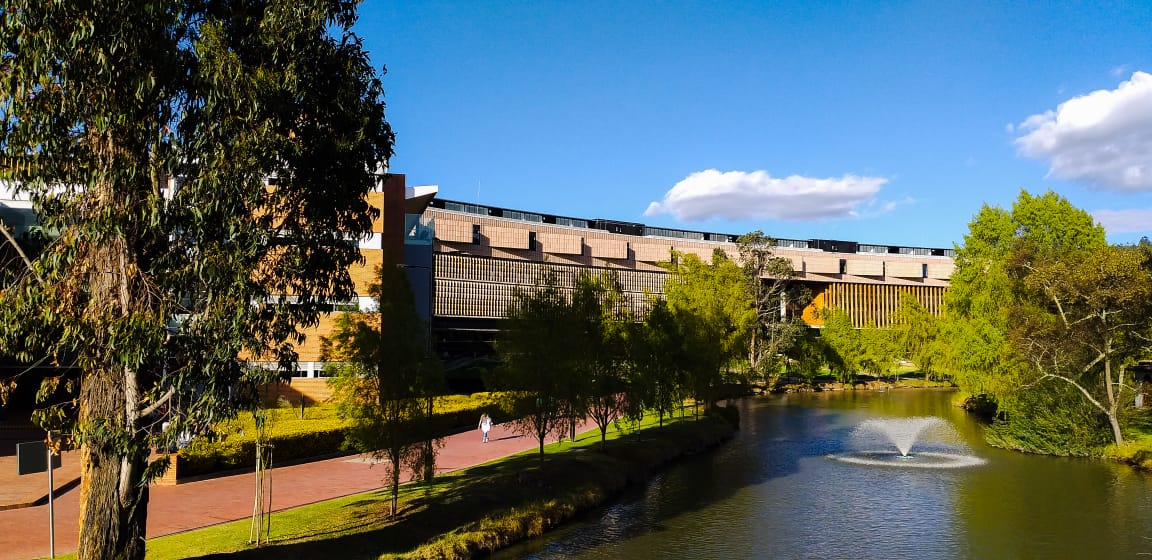
Edificio Ad Portas, Università di La Sabana

Chía ospita un gran numero di istituti di istruzione primaria e secondaria e il maggior numero di istituti di istruzione superiore nella zona della Sabana Centro. Tra questi figurano l'Università di La Sabana, che dispone di un proprio campus, l'Institución Universitaria Colegios de Colombia (UNICOC), Taller 5 Design Center, Sena (Servizio Nazionale di Apprendimento) Business Development Center e Università di Cundinamarca. A Yerbabuena si trova anche una delle sedi dell'Istituto Caro y Cuervo, che ospita una delle biblioteche più importanti del Paese.
D'altra parte, il comune dispone di una rete di sette biblioteche pubbliche municipali, ovvero: la biblioteca pubblica di Hoqabiga, la biblioteca pubblica di Mercedes de Calahora, la biblioteca pubblica di La Balsa, la biblioteca pubblica di Yerbabuena, la biblioteca pubblica di Riserva indigena, la biblioteca pubblica di Fagua e la biblioteca pubblica José Joaquín Casas. In molte di queste biblioteche sono previsti prestiti interni di libri, riviste, giornali, computer e prestiti esterni di libri e DVD. Inoltre, diversi spazi sono destinati alla promozione di attività letterarie, artistiche e culturali per l'infanzia.

## Luoghi di interesse
- Centro Storico e Parco Principale. Il Parco Principale ed i suoi portali di accesso sono ad esclusivo uso pedonale. Al suo interno si trovano bar, ristoranti e la sede dell'Ufficio del Sindaco del Comune, oltre alla parrocchia di Santa Lucía.

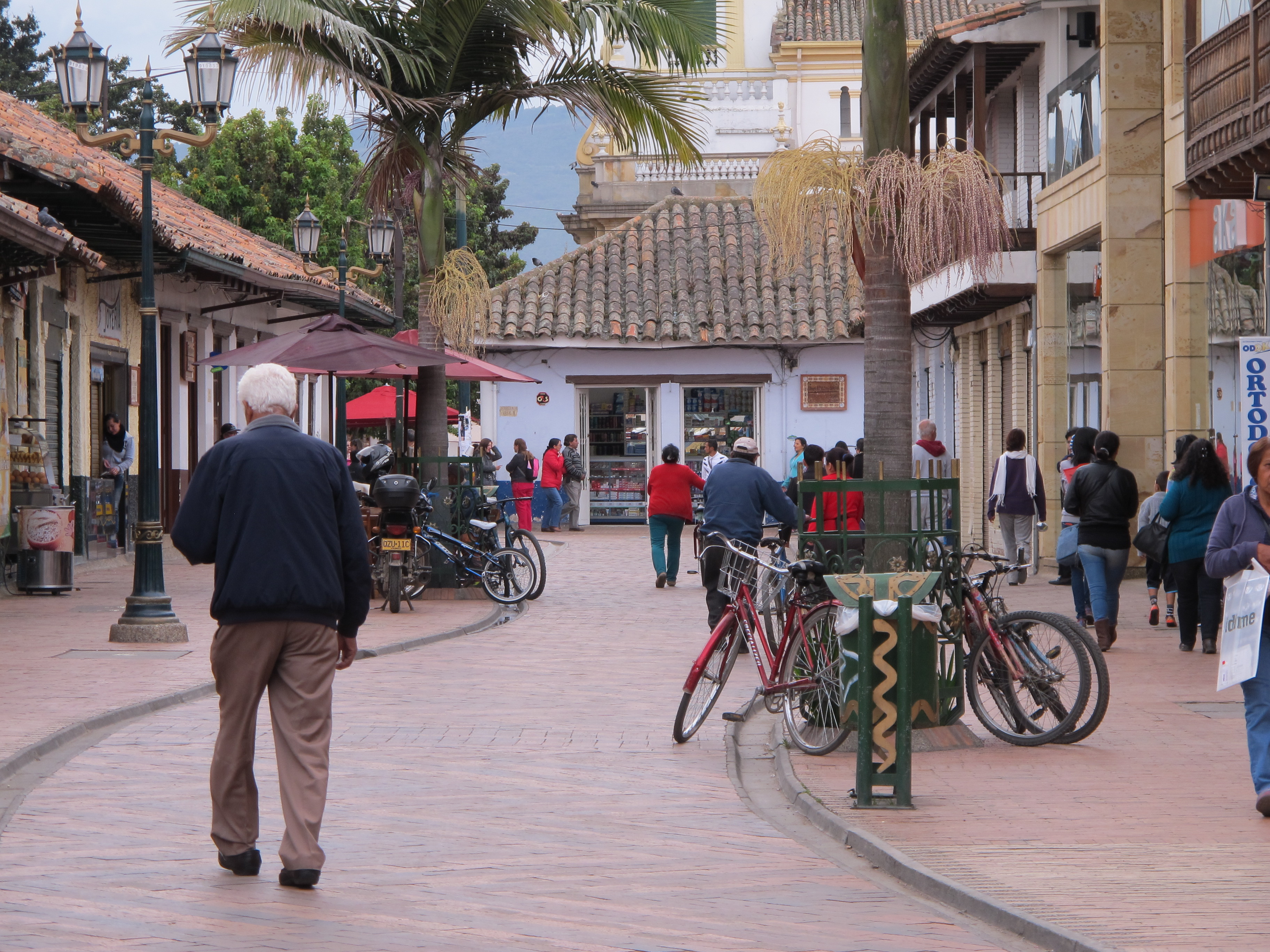
Accesso pedonale al Parco Principale, nel centro storico

- Cappella della Madonna di Valvanera. Si trova in cima alla collina occidentale di Chía, ed è visibile da quasi ogni punto del comune. Si raggiunge percorrendo la scalinata appositamente realizzata, oppure tramite le due strade sterrate esistenti. Al suo interno ogni domenica si celebra l'Eucaristia e dal balcone adiacente si ha anche una vista panoramica sul comune.
- Puente del Común: È una delle opere di ingegneria civile dil tempo del vicereame. La sua costruzione risale alla fine del XVIII secolo ed è dovuta allo spirito progressista del viceré Don José de Ezpeleta.

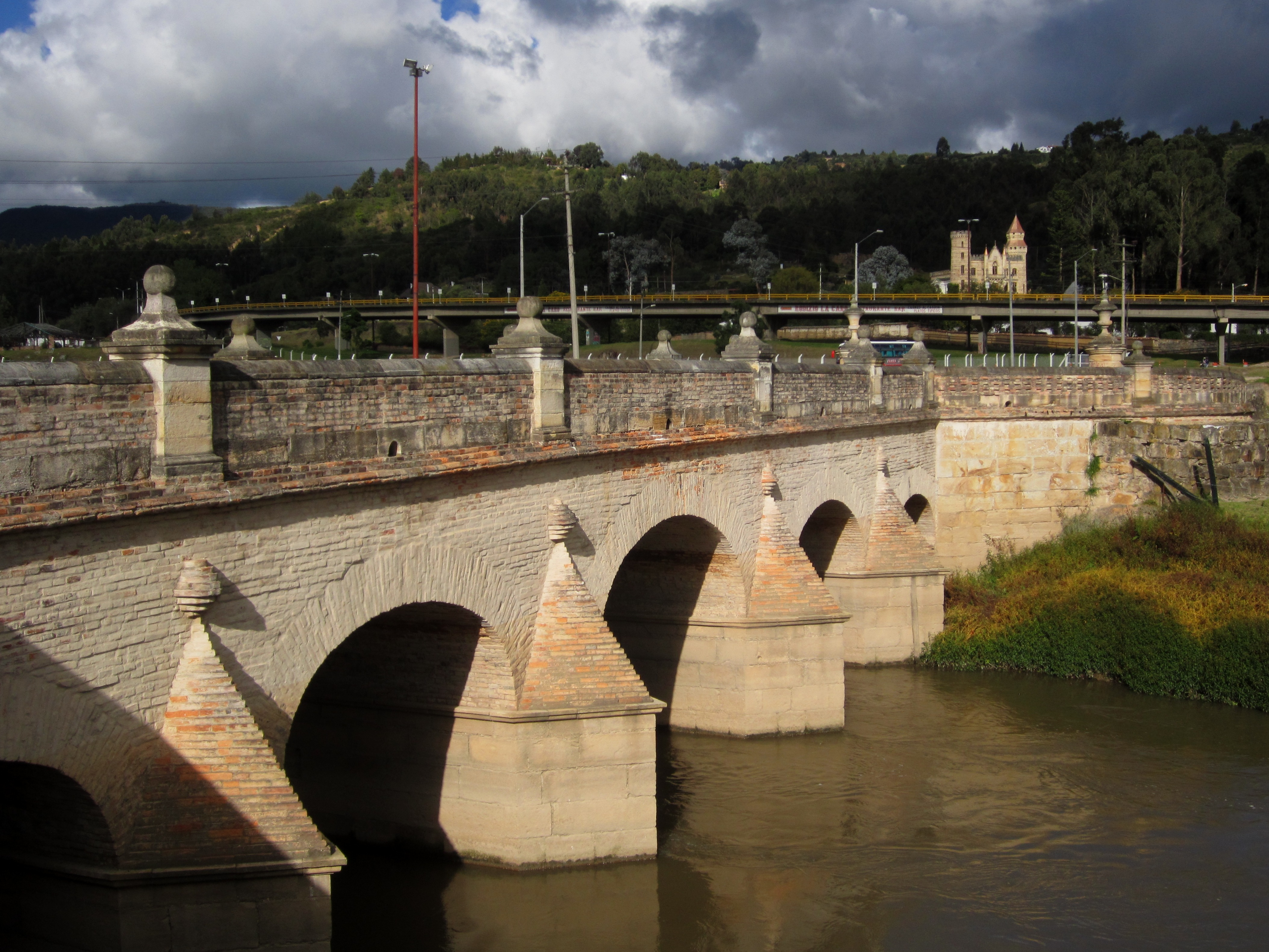
Puente del Común. Sullo fondo a destra, il Castello Marroquín

- Il Castello Marroquín. Si tratta di un edificio costruito tra il 1899 e il 1902 su progetto dell'architetto francese Gastón Lelarge, di proprietà di Lorenzo Marroquín Osorio. È patrimonio culturale e viene utilizzato per eventi e convegni di vario tipo.